# Indesit
Die Indesit Company S.p.A. (bis 2005 Merloni Elettrodomestici) mit Sitz in Fabriano (Provinz Ancona) ist ein ehemals (ab 1987 börsennotierter) italienischer Hersteller von Haushaltsgeräten. Das Unternehmen erzielte 2012 einen Umsatz von 2,9 Mrd. Euro. Seit Oktober 2014 ist Indesit Teil des Whirlpool-Konzerns.

## Geschichte
Die Firma wurde 1930 von Aristide Merloni (1897–1970) in Albacina, einem Vorort von Fabriano, gegründet und hieß ursprünglich Industrie Merloni. Das Familienunternehmen stellte erst Waagen her und hatte in Italien damit Anfang der 1950er Jahre einen Marktanteil von 40 Prozent. Einige Jahre später begann die Produktion von Flüssiggasflaschen, Gaskochern und Warmwasserboilern. Unter dem Markennamen „Ariston“ begann das Unternehmen die Produktion von Haushaltsgeräten. Nach dem Tod des Firmengründers Ende 1970 wurde die Haushaltsgerätesparte als Merloni Elettrodomestici von den anderen Unternehmensaktivitäten (Thermo-Sanitär, Mechanik) getrennt. Im Jahr 1975 zerschlugen Vittorio, Francesco und Antonio Merloni, drei der Söhne Aristide Merlonis, die väterliche Firma und überführten die bis dahin unter einem Dach geführten Unternehmensbereiche in neugegründete eigenständige Unternehmen gleicher Anzahl, deren Geschäftsführung sie jeweils übernahmen:
- „Merloni Elettrodomestici S.p.A.“ (Haustechnik), Geschäftsführer: Vittorio Merloni (im Jahr 2005 in Indesit Company umbenannt),
- „Merloni Termosanitari S.p.A.“ (Heizung und Sanitär), später umbenannt in Ariston Thermo (Geschäftsführer Francesco Merloni und dessen Sohn Paul als CEO) und
- „Antonio Merloni S.p.A.“ (Haustechnik), später umbenannt in ARDO elettrodomestici (Geschäftsführer: Antonio Merloni).

Aufgrund der eigenständig geführten neuen Firmen traten zwei der Brüder – Vittorio mit „Indesit“ und Antonio mit „ARDO“ – im Bereich Haushaltsgeräte miteinander in Konkurrenz. Im Jahr 2008 wurde Antonio Merlonis ARDO-Gruppe von der Weltwirtschaftskrise schwer getroffen und unter Zwangsverwaltung gestellt. Im weiteren Verlauf wurde die Zahlungsunfähigkeit ARDOs festgestellt. Die ARDO-Gruppe besaß u. a. die Markenrechte der EFS Hausgeräte GmbH (EBD, Foron und Seppelfricke).
1985 erwarb Merloni Elettrodomestici (Vittorio Merloni) die Firma Indesit, welche bis dahin ein Hauptkonkurrent auf dem italienischen Markt und auch im Ausland stark vertreten war. Zwei Jahre später wurde das Unternehmen an die Mailänder Börse gebracht. Im Februar 2005 wurde Merloni Elettrodomestici in Indesit Company umbenannt, da Indesit die außerhalb Italiens bekanntere Marke ist. CEO Marco Milani übernahm im Mai 2013 auch den Vorsitz des Verwaltungsrats von Andrea Merloni. Die Merloni-Familie hielt zuletzt 59 % des Kapitals und 62 % der Stimmrechte. Im Sommer 2014 wurde bekannt, dass die Merloni-Familie ihre Anteile an den Whirlpool-Konzern verkauft; die Übernahme erfolgte im Oktober 2014 nach Kartellfreigabe durch die EU. Nach anschließendem öffentlichen Pflichtangebot wurde Indesit von der Börse genommen.

## Marken und Marktstellung
Indesit vertreibt in Europa Produkte unter den Hauptmarken Indesit, regional auch unter den Namen Hotpoint in Großbritannien (erworben 2002), Scholtès in Frankreich (erworben 1989) und Stinol in Russland (erworben 2000). Die Traditionsmarke Ariston, die auch heute noch vom ehemaligen Schwesterunternehmen Ariston Thermo im Bereich Heiztechnik benutzt wird, wurde 2007 zunächst mit der Marke Hotpoint zu Hotpoint-Ariston zusammengelegt und wird heute von Indesit nicht mehr aktiv für Haushaltsgeräte benutzt.
Das Unternehmen ist nach BSH und Electrolux der drittgrößte europäische Hersteller von elektrischen Haushaltsgeräten. Indesit hat mit einem konsolidierten Umsatz von ca. 2,9 Mrd. Euro im Jahr 2012 einen führenden Marktanteil bei den so genannten Weiße-Ware-Haushaltsgeräten (Herde, Kühlschränke, Kochplatten, Spül- und Waschmaschinen) in Italien, dem Vereinigten Königreich, Portugal, der Russischen Föderation und der Ukraine. Eigenen Angaben zufolge rangiert es unter den drei führenden Anbietern in Frankreich, Ungarn und Griechenland. Pro Jahr verkauft das Unternehmen 13,5 Mill. Geräte und ist mit Repräsentanzen in 24 Ländern vertreten.
Indesit betreibt in Italien, Polen, dem Vereinigten Königreich, der Russischen Föderation und der Türkei insgesamt acht Fertigungsstandorte und beschäftigte 2012 weltweit 16.331 Mitarbeiter.